# 마일스 얼릭
마일스 얼릭(Myles Erlick, 1998년 7월 27일 ~ )은 캐나다 배우이다.

## 영화
- 플래시포인트 (2011)
- 더 넥스트 스텝 (2013-2020)
- 사랑의 단서 (2021)
- 웨스트 사이드 스토리 (2021)
- 눈이 오는 날 (2022)